# Isoleercel (Zone Stad)
Isoleercel is de 60ste aflevering van VTM's politieserie Zone Stad. De aflevering wordt in Vlaanderen voor het eerst uitgezonden op 19 april 2010.

## Verhaal
Tijdens het joggen in het park worden Peter Bruylands en zijn vrouw Barbara Bruylands brutaal aangevallen. Peters ogen worden uitgestoken. Tijdens het onderzoek komt de moeder van Anna Kuypers zeggen dat haar dochter 8 jaar geleden net op dezelfde manier is aangevallen. Tom denkt niet dat de zaken iets met elkaar te maken hebben. Maar niets is minder waar wanneer Fien een foto vindt met Peter Bruylands op. Ze was voordat ze blind was fotografe. De dader slaagt er meerdere keren in te ontsnappen en wil Anna in brand steken, nadat Fien zei dat ze nog goed kon voelen. Tom en Fien komen net op tijd aan om Anna te redden

## Gastrollen
- Geert Van Rampelberg - Brik Delsing
- Stijn van Opstal - Dimitri Alva
- Koen van Impe - Daniel Verhaegen
- Ann Van den Broeck - Anna Kuypers
- Camilia Blereau - Miranda Kuypers
- Roel Vanderstukken - Peter Bruylandts
- Tania Poppe - Barbara Van Dijck